# Banisteriopsis caapi
Banisteriopsis caapi, ook bekend als ayahuasca, jagube, caapi of yagé, is een Zuid-Amerikaanse liaan uit de familie Malpighiaceae. Het wordt gebruikt om ayahuasca te maken, een afkooksel met een lange geschiedenis van entheogene gebruik en zijn status als "plantleraar" onder de inheemse volkeren van het Amazone-regenwoud. 
Volgens The CRC World Dictionary of Plant Names van Umberto Quattrocchi was de naamgeving van het geslacht Banisteriopsis opgedragen aan John Banister, een 17e-eeuwse Engelse geestelijke en natuuronderzoeker. Een vroegere naam voor het geslacht was Banisteria en de plant wordt ook wel Banisteria caapi genoemd. Andere namen zijn Banisteria quitensis, Banisteriopsis inebrians en Banisteriopsis quitensis.
Banisteriopsis caapi groeit als grote wijnrank met karakteristieke 12–14 witte of lichtroze bloemen die meestal in januari verschijnen, maar waarvan bekend is dat ze zelden bloeien. Het lijkt op Banisteriopsis membranifolia en Banisteriopsis muricata, die beide verwant zijn aan caapi. 
De wijnrank kan tot 30 meter lang worden kronkelend rond andere planten voor ondersteuning.

## Fytochemicaliën

### Alkaloïden
Caapi bevat de volgende harmala-alkaloïden: 
- Harmine, 0,31–8,43%
- Harmaline, 0,03–0,83%
- Tetrahydroharmine, 0,05–2,94%

Deze alkaloïden uit de beta-carbolineklasse fungeren als MAO-remmer. De MAO-remmer zorgt dat de primaire psychoactieve stof, DMT, afkomstig uit het andere veel voorkomende ingrediënt in ayahuasca Psychotria viridis, oraal actief is. 
De stengels bevatten 0,11–0,83% beta-carbolines, met harmine en tetrahydroharmine als de belangrijkste componenten. 

### Polyfenolen
Van bèta-carbolines is bekend dat caapi proanthocyanidinen, epicatechine en procyanidine B2 bevat, die antioxidante eigenschappen hebben.

## Geschiedenis
De eerste vermelding van Banisteriopsis caapi is afkomstig van vroege Spaanse en Portugese ontdekkingsreizigers en zendelingen die Zuid-Amerika in de 16e eeuw bezochten en ayahuasca-brouwsels beschrijven als "duivelse" en gevaarlijke afkooksels.
Hoewel het honderden en misschien zelfs duizenden jaren bij de inheemse stammen van Zuid-Amerika werd gebruikt, werd caapi pas in 1851 door westerlingen geïdentificeerd, toen Engels botanicus Richard Spruce haar als een nieuwe soort beschreef. Hij zag hoe de Guahibos, de inheemse bevolking van Llanos (Venezuela), de schors van caapi kauwden in plaats van het als een drank te brouwen.

## Juridische kwesties
In de Verenigde Staten is Banisteriopsis caapi niet specifiek gereguleerd. Een uitspraak van het Hooggerechtshof in de zaak Gonzales v. O Centro Espirita Beneficente Uniao do Vegetal uit 2006 met betrekking tot caapi-bevattende ayahuasca, viel uit in het voordeel van de União do Vegetal, een Braziliaanse religieuze sekte die de thee bij hun ceremonies gebruikte en ongeveer 130 leden had in de Verenigde Staten. In de betreffende ayahuasca zaten ook andere planten (Psychotria viridis) die de wel gereguleerde stof dimethyltryptamine (DMT) bevatten. 
In Australië zijn de harmala-alkaloïden, waaronder harmine en harmaline, gereguleerde stoffen; de levende planten vallen echter niet onder de regulering in de meeste staten. In de staat Queensland is vanaf maart 2008  dit onderscheid onzeker. In alle staten kan het gedroogde kruid al dan niet worden beschouwd als een gereguleerde stof, afhankelijk van rechterlijke uitspraken.